# Mainhardt-Formation

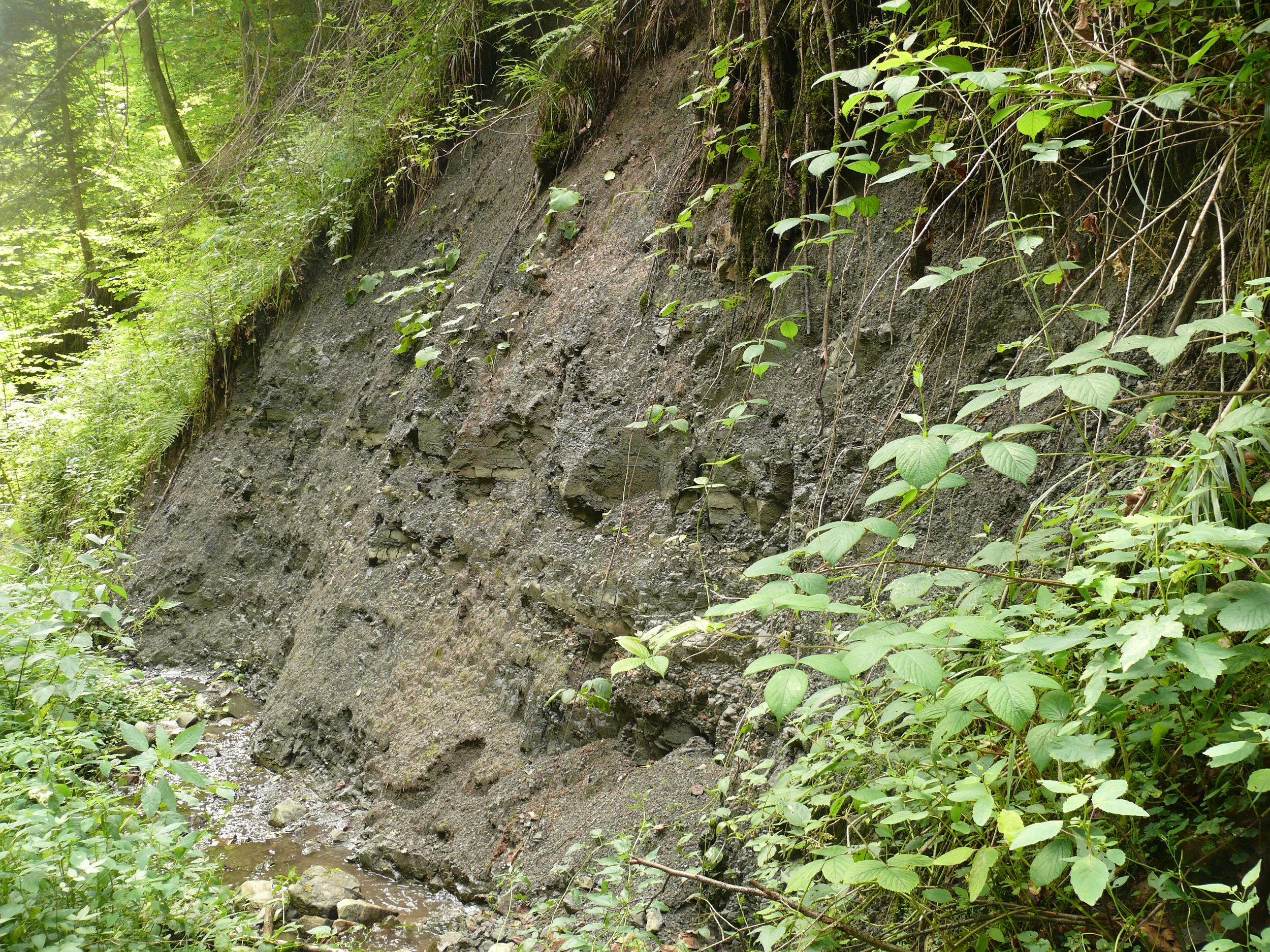
Teil des Typprofils am Kümmelsbach bei Mainhardt

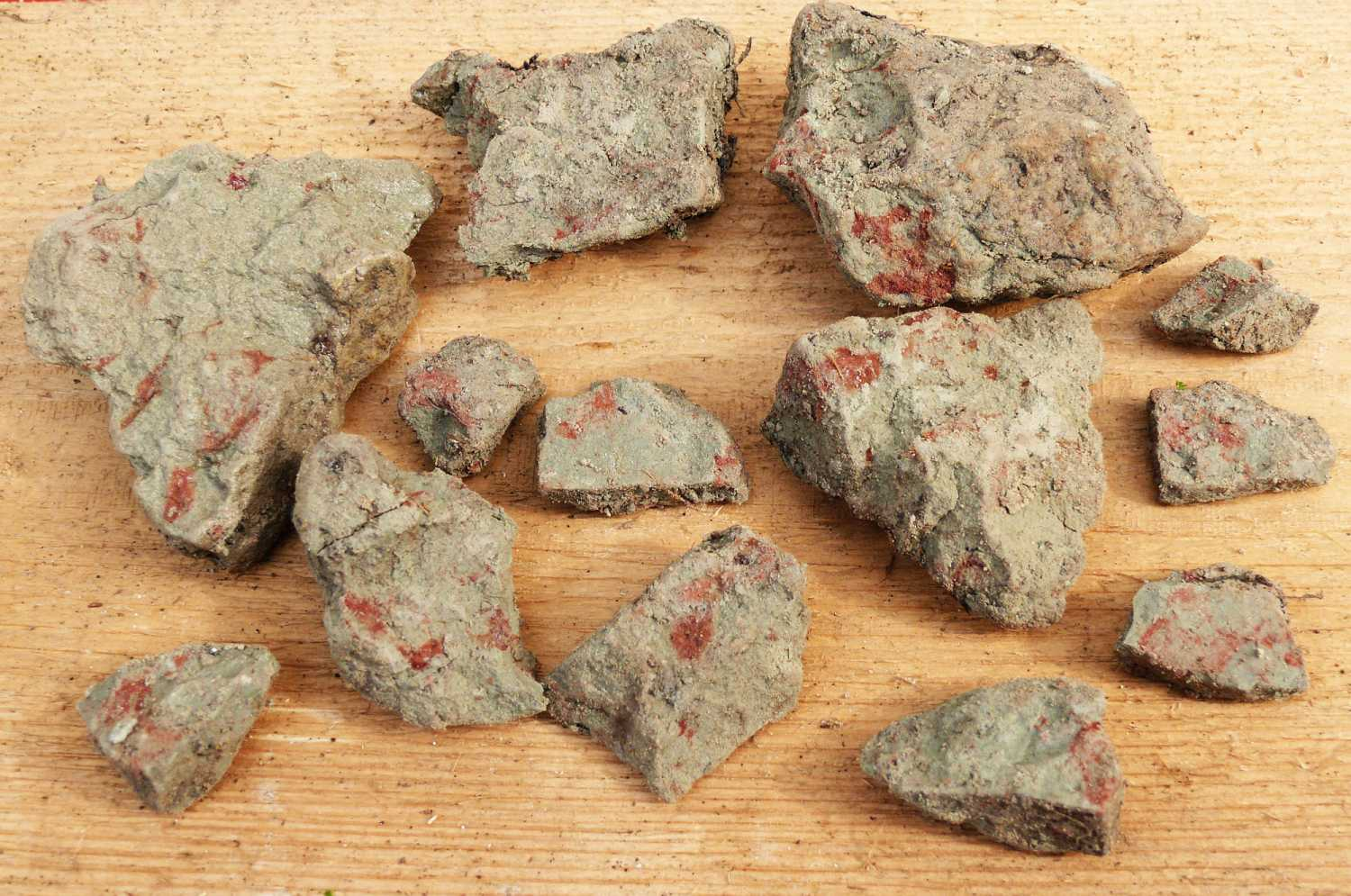
„Blutfleckenmergel“

Die Mainhardt-Formation („Obere Bunte Mergel“ in Baden-Württemberg, Unterer Burgsandstein in Bayern) ist eine lithostratigraphische Formation des Keupers in der Germanischen Trias. Die lithostratigraphische Einheit wird von der Hassberge-Formation unterlagert und von der Löwenstein-Formation überlagert.

## Definition
Die Untergrenze der Mainhardt-Formation wird mit dem Aussetzen der Sandsteine der Hassberge-Formation, die Obergrenze mit dem Einsetzen der Sandsteine der Löwenstein-Formation definiert. Die Grenzen sind faziell und stark diachron. Die Mächtigkeit beträgt durchschnittlich etwa 10 bis 15 m. Sie steigt in der Stromberg-Mulde auf bis zu 40 m an. Hier ist allerdings die liegende Hassberge-Formation mit ca. 2 m sehr geringmächtig. Sie keilt zu den Beckenrändern zum Vindelizischen Land hin zwischen Hassberge-Formation und Löwenstein-Formation aus. Beckenwärts verzahnt sie sich mit der Weser-Formation. Im südlichen Baden-Württemberg ist die Mainhardt-Formation vor der Ablagerung der Löwenstein-Formation abgetragen worden und fehlt daher erosiv. Die Mainhardt-Formation besteht aus roten und grauen Tonsteinen, die einige Steinmergelbänke führen. Die Tonsteine enthalten auch Lagen mit Sulfatknollen. Die Mainhardt-Formation wird in das Karnium (Tuvalium) der Obertrias datiert. Die Typprofil der Mainhardt-Formation liegt im Kümmelsbach bei Mainhardt im Landkreis Schwäbisch Hall in Baden-Württemberg. Der Name ist vom Mainhardter Wald im nördlichen Baden-Württemberg abgeleitet.

## Gliederung
Eine formale Untergliederung ist bisher noch nicht erfolgt, wäre aber durch die eingeschalteten Steinmergelbänke eventuell möglich.

## Ablagerungsraum
Der Ablagerungsraum war ein flaches Becken, das periodisch überflutet wurde und wieder austrocknete. Es kam weitverbreitet zur Ablagerung von Gips und Anhydrit in Form von Knollen, die meist an bestimmte Horizonte gebunden sind.

## Fossilien
Aus der Mainhardt-Formation wurden bisher keine Fossilien beschrieben.